# Liste der Auslandsvertretungen Simbabwes

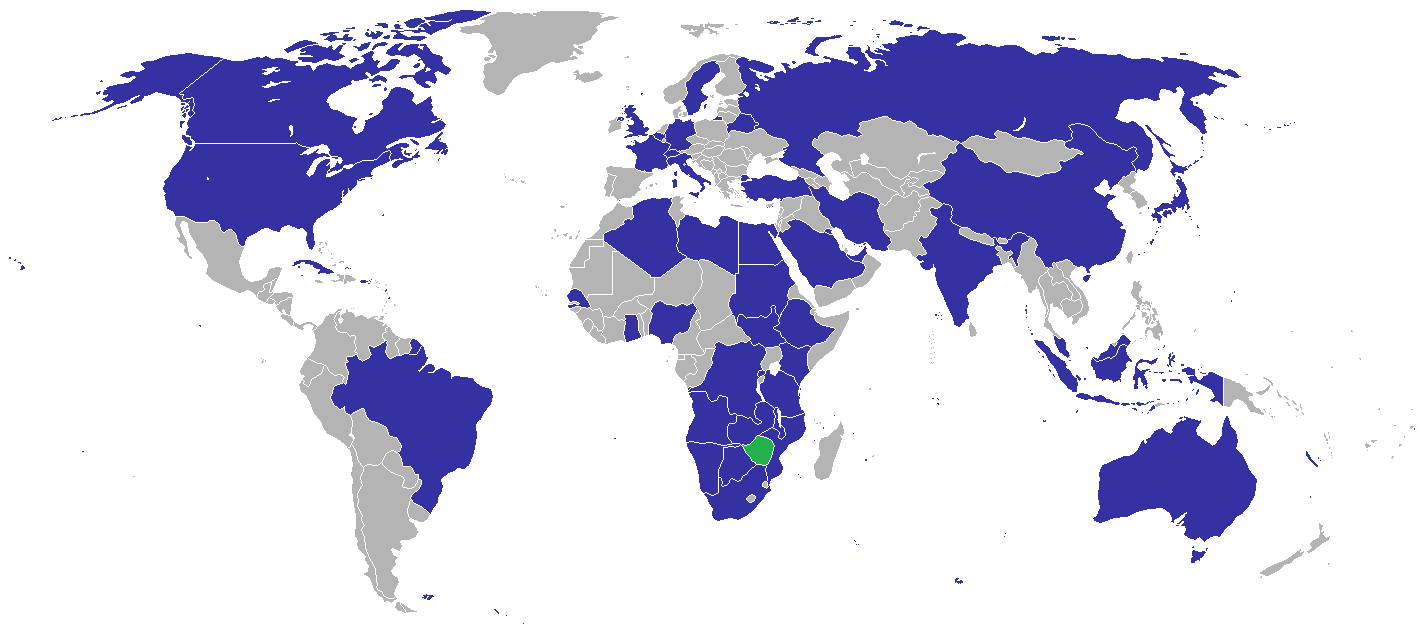
Standorte der diplomatischen Vertretungen Simbabwes

Dies ist eine Liste der diplomatischen und konsularischen Vertretungen Simbabwes.

## Diplomatische und konsularische Vertretungen

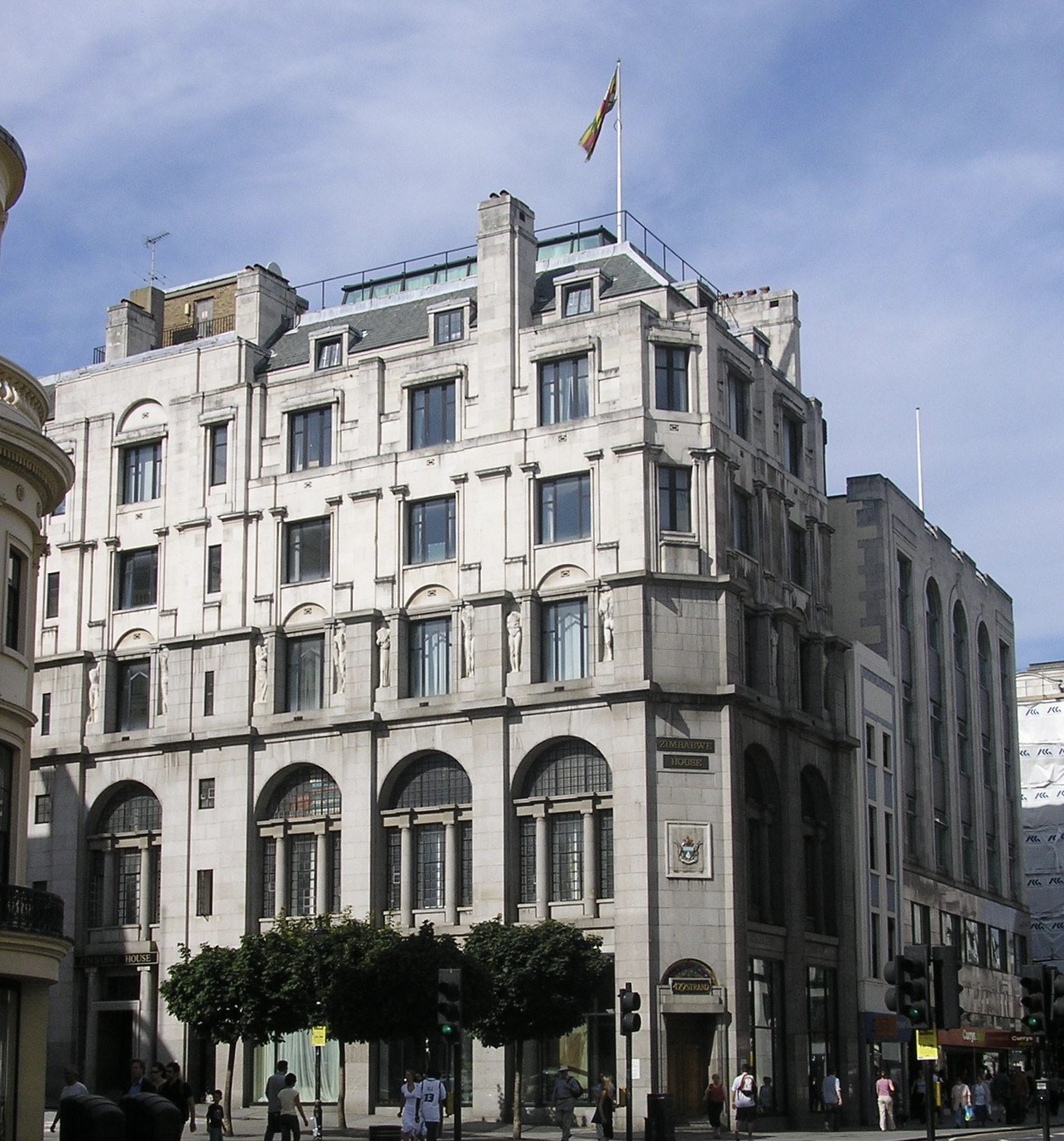
Simbabwische Botschaft in London

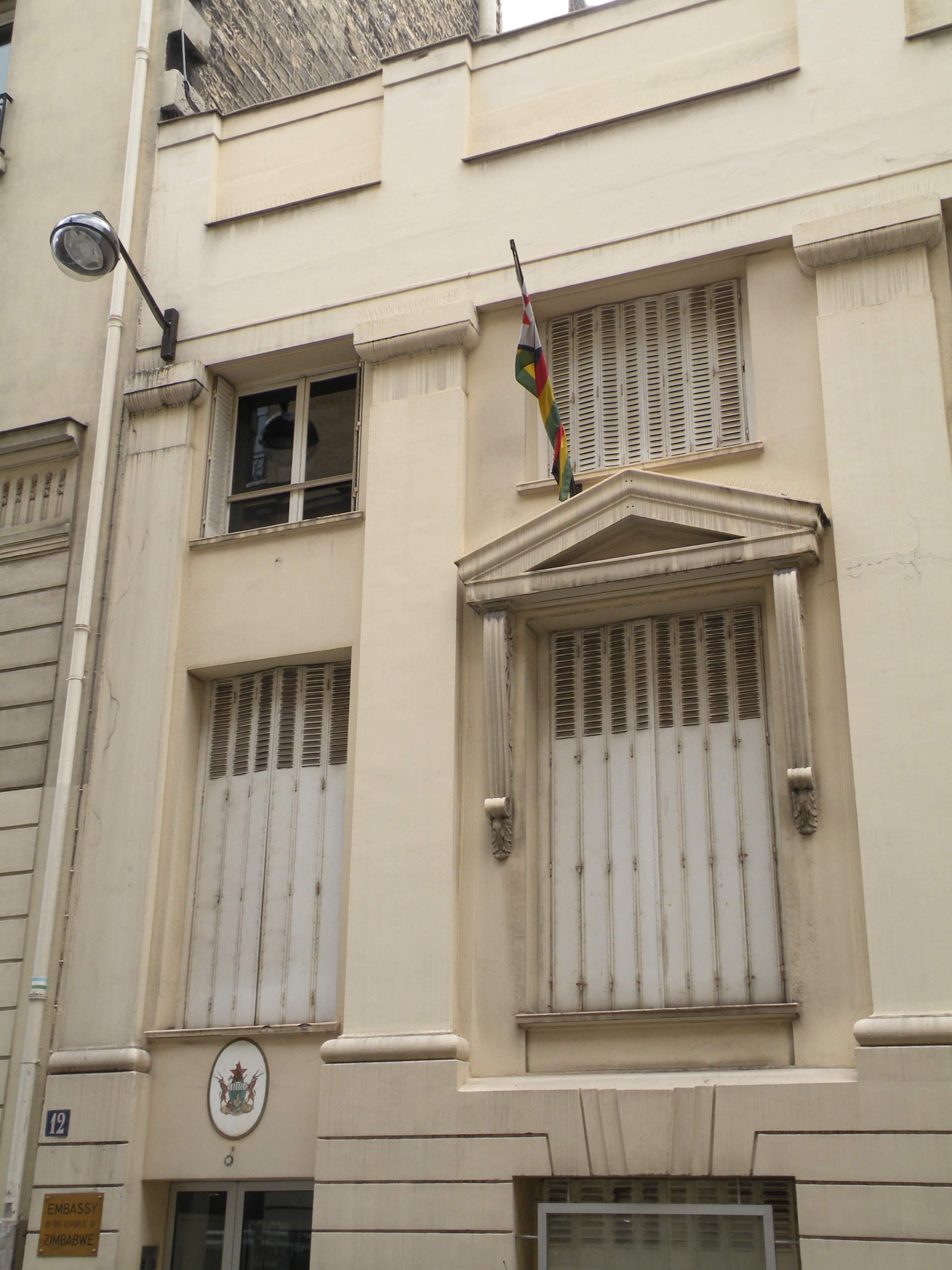
Simbabwische Botschaft in Paris

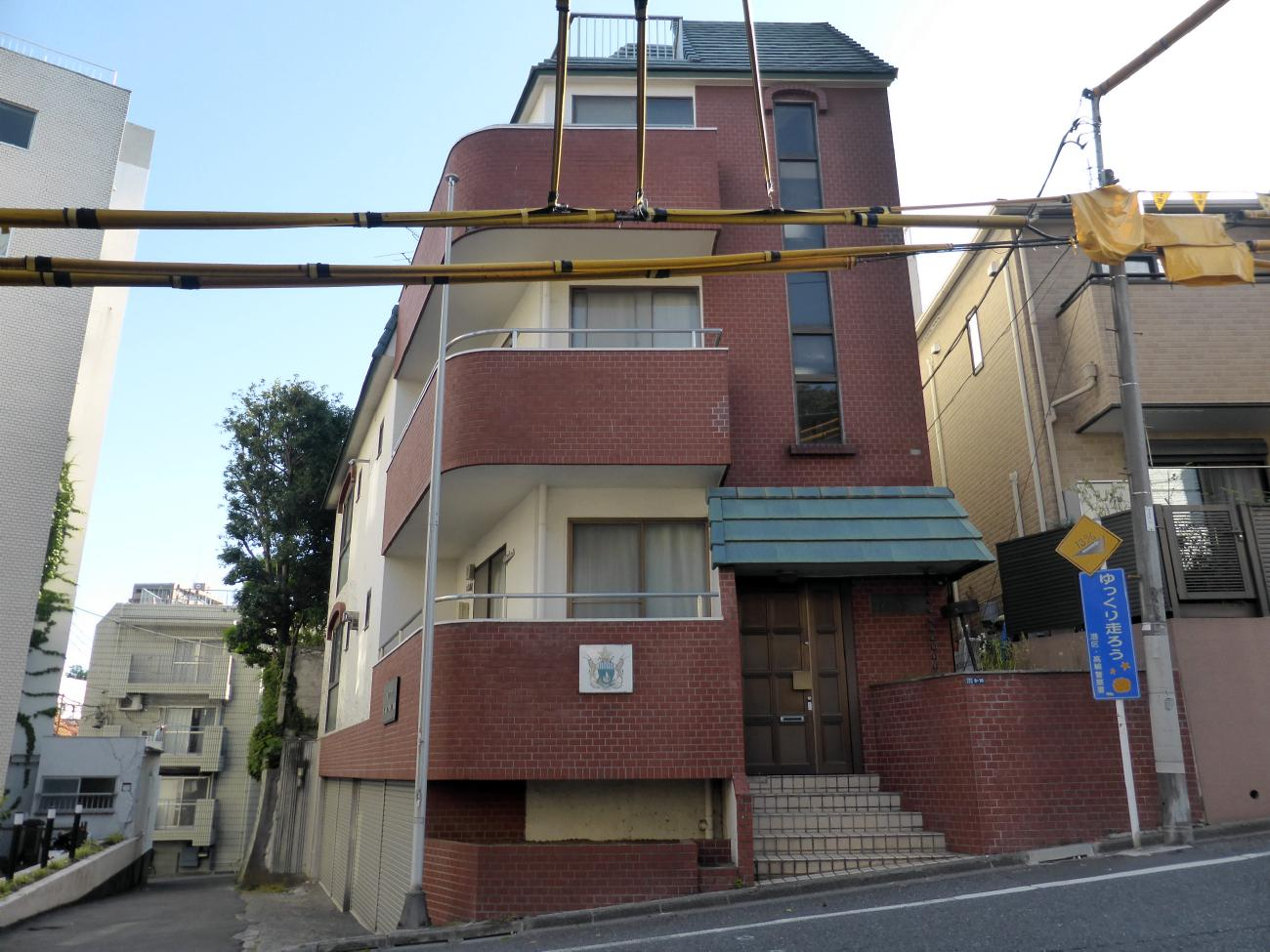
Simbabwische Botschaft in Tokio

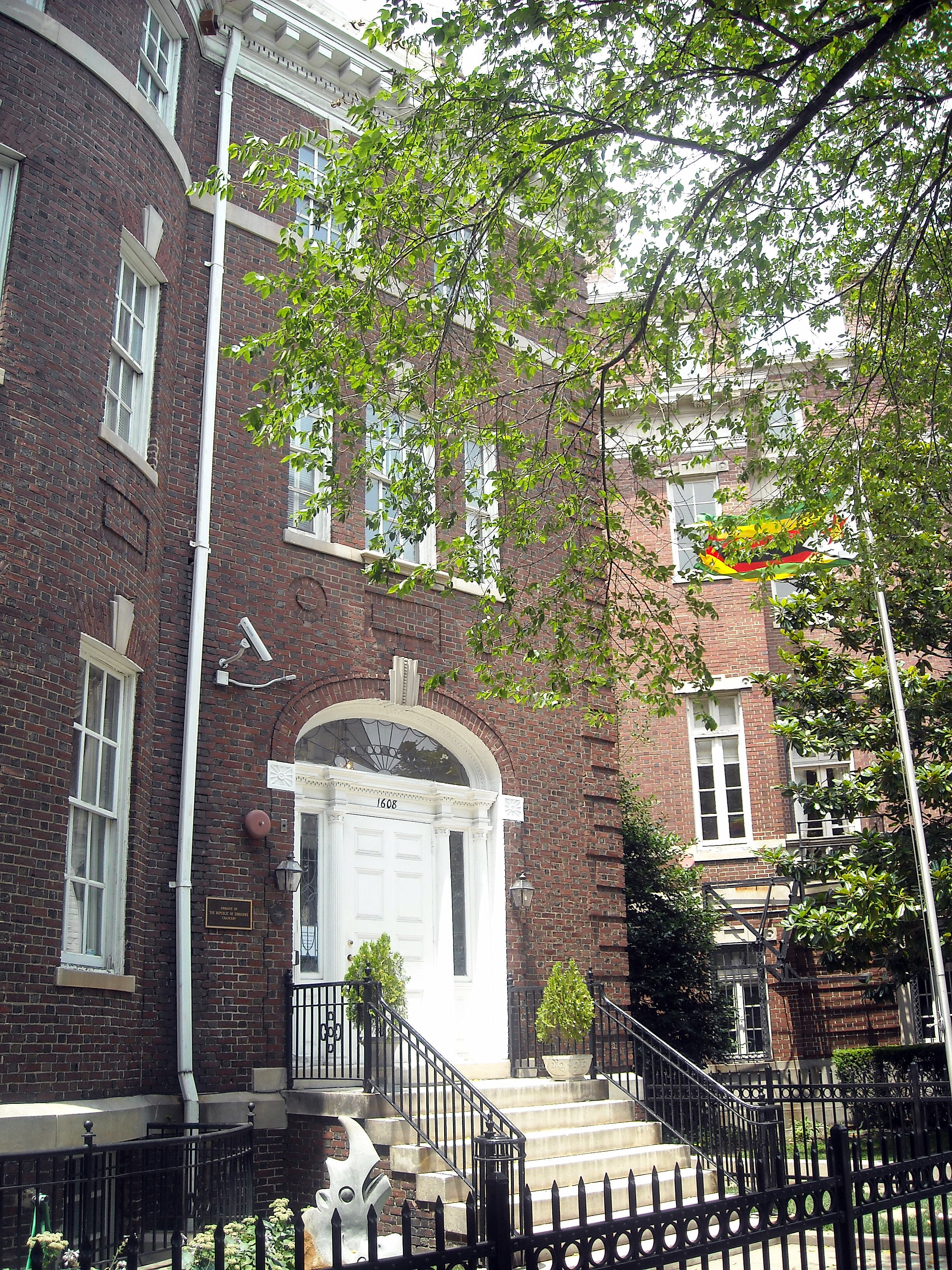
Simbabwische Botschaft in Washington, D.C.

### Afrika
| - Ägypten: Kairo, Botschaft - Algerien: Algier, Botschaft - Angola: Luanda, Botschaft - Äthiopien: Addis Abeba, Botschaft - Botswana: Gaborone, Botschaft - Demokratische Republik Kongo: Kinshasa, Botschaft - Ghana: Accra, Botschaft - Kenia: Nairobi, Botschaft - Libyen: Tripolis, Botschaft - Malawi: Lilongwe, Botschaft | - Mosambik: Maputo, Botschaft - Mosambik: Beira, Generalkonsulat - Namibia: Windhoek, Botschaft - Nigeria: Abuja, Botschaft - Sambia: Lusaka, Botschaft - Südafrika: Pretoria, Botschaft - Südafrika: Johannesburg, Generalkonsulat - Sudan: Khartum, Botschaft - Südsudan: Juba, Botschaft - Tansania: Daressalam, Botschaft |

### Amerika
| - Brasilien: Brasília, Botschaft - Kanada: Ottawa, Botschaft | - Kuba: Havanna, Botschaft - Vereinigte Staaten: Washington, D.C., Botschaft |

### Asien
| - Volksrepublik China: Peking, Botschaft - Volksrepublik China: Hongkong, Generalkonsulat - Indien: Neu-Delhi, Botschaft - Indonesien: Jakarta, Botschaft - Iran: Teheran, Botschaft | - Japan: Tokio, Botschaft - Kuwait: Kuwait, Botschaft - Malaysia: Kuala Lumpur, Botschaft - Singapur: Singapur, Botschaft |

### Australien und Ozeanien
- Australien: Canberra, Botschaft

### Europa
| - Belgien: Brüssel, Botschaft - Deutschland: Berlin, Botschaft - Frankreich: Paris, Botschaft - Italien: Rom, Botschaft - Österreich: Wien, Botschaft | - Russland: Moskau, Botschaft - Schweden: Stockholm, Botschaft - Schweiz: Genf, Botschaft - Vereinigtes Königreich: London, Botschaft |

## Vertretungen bei internationalen Organisationen
- AU: Addis Abeba, Ständige Vertretung
- Europäische Union: Brüssel, Mission
- Vereinte Nationen: New York, Ständige Vertretung
- Vereinte Nationen: Genf, Ständige Vertretung
- UNESCO: Paris, Ständige Vertretung